# Anton Matičič
‎Anton Matičič, slovenski častnik Kraljeve jugoslovanske vojske in Slovenskega domobranstva, * 22. december 1912, Slivice. 
Matičič je že pred drugo svetovno vojno v Kraljevi jugoslovanski vojski dosegel vojaški čin nadporočnika in bil odlikovan z redom sv. Save. Tik pred vojno naj bi delal kot profesor na srednji kmetijski šoli na Grmu pri Novem mestu.
Po izbruhu vojne se je Matičič pridružil znanemu Štajerskemu bataljonu Vaških straž. Po kapitulaciji Italije in ustanovitvi Slovenskega domobranstva je postal poveljnik 3. čete SD v Novem mestu. 
Po porazu v vojni se nadporočnik Matičič s svojimi enotami ni poskušal umakniti v Avstrijo in je ostal na Dolenjskem, kjer se je uspešno skrival do jeseni, ko je ilegalno prebegnil v Italijo. Od tam je odšel v Argentino. Tam visoko starost preživlja v zavetišču škofa Rožmana v San Justu. 